# Rally van Sardinië
De Rally van Sardinië, formeel Rally d'Italia Sardegna, is de Italiaanse ronde van wereldkampioenschap rally.

## Geschiedenis
Het evenement werd in het 2004 seizoen voor het eerst verreden en volgde hiermee de Rally van San Remo op, waar tussen 1973 en 2003 de WK-rally van Italië plaatsvond. De rally wordt in zijn geheel verreden op onverhard. In 2010 ontbrak de rally op de WK-kalender, waardoor het in plaats daarvan een ronde werd van de Intercontinental Rally Challenge. In 2011 keerde het evenement echter weer terug in het wereldkampioenschap en maakt het daarin sindsdien onafgebroken deel van uit.

## Lijst van winnaars

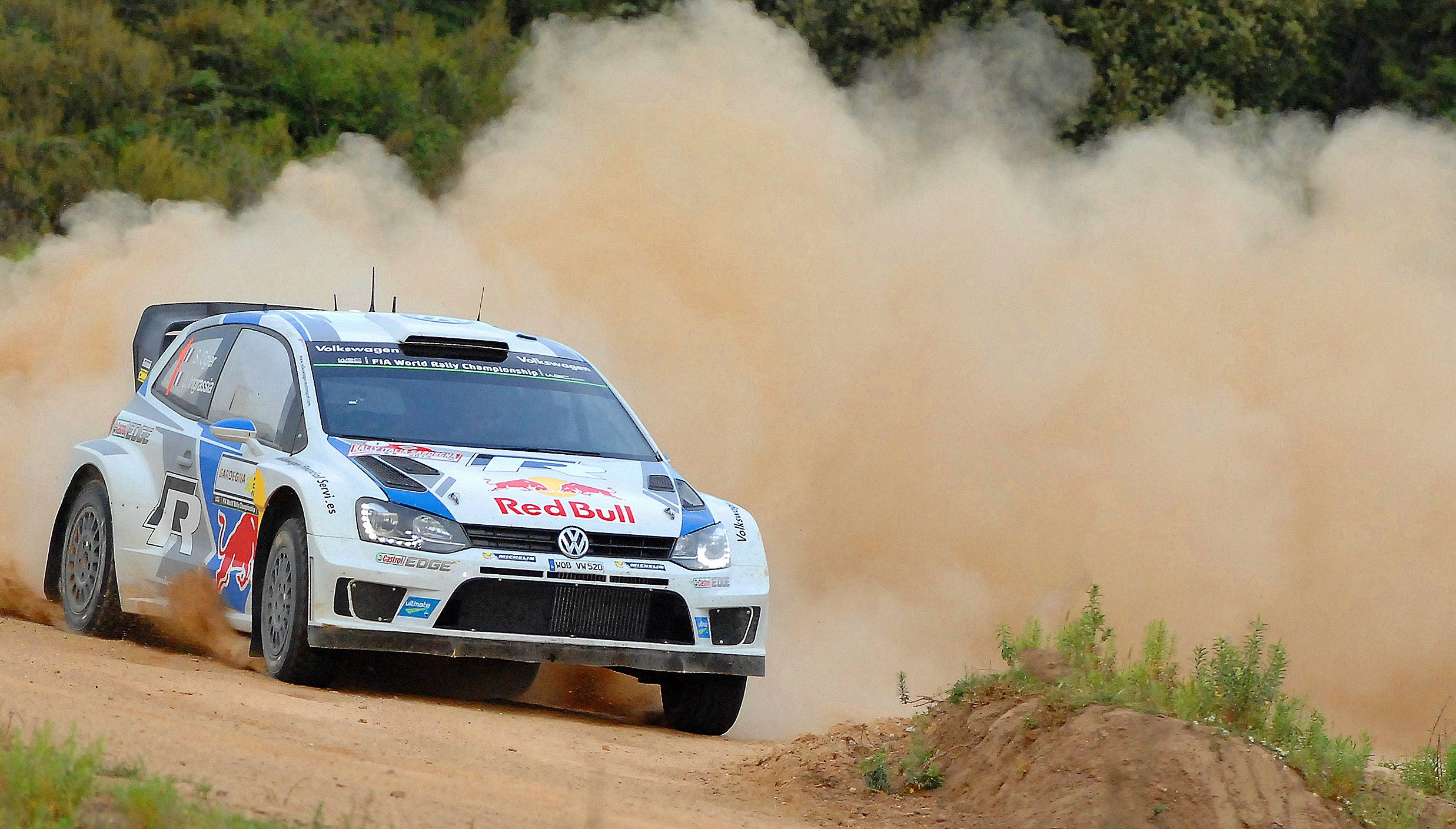
Ogier op weg naar de zege in 2014

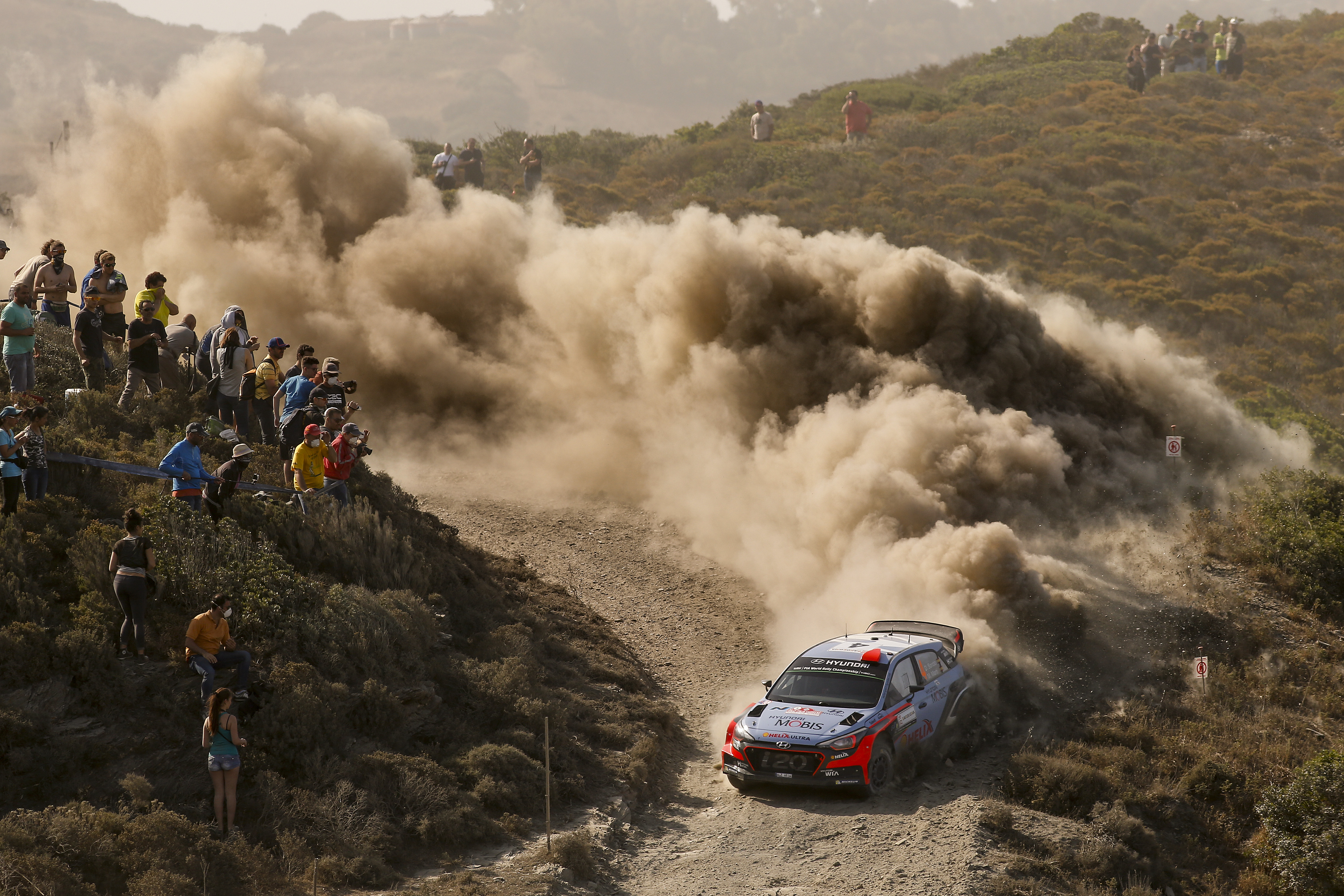
Daniel Sordo tijdens de rally in 2016

| Editie | Seizoen | Rijder             | Navigator         | Auto                   |
| ------ | ------- | ------------------ | ----------------- | ---------------------- |
| 17     | 2020    | Daniel Sordo       | Carlos del Barrio | Hyundai i20 Coupé WRC  |
| 16     | 2019    | Daniel Sordo       | Carlos del Barrio | Hyundai i20 Coupé WRC  |
| 15     | 2018    | Thierry Neuville   | Nicolas Gilsoul   | Hyundai i20 Coupé WRC  |
| 14     | 2017    | Ott Tänak          | Martin Järveoja   | Ford Fiesta WRC        |
| 13     | 2016    | Thierry Neuville   | Nicolas Gilsoul   | Hyundai NG i20 WRC     |
| 12     | 2015    | Sébastien Ogier    | Julien Ingrassia  | Volkswagen Polo R WRC  |
| 11     | 2014    | Sébastien Ogier    | Julien Ingrassia  | Volkswagen Polo R WRC  |
| 10     | 2013    | Sébastien Ogier    | Julien Ingrassia  | Volkswagen Polo R WRC  |
| 9      | 2012    | Mikko Hirvonen     | Jarmo Lehtinen    | Citroën DS3 WRC        |
| 8      | 2011    | Sébastien Loeb     | Daniel Elena      | Citroën DS3 WRC        |
| 7      | 2010    | Juho Hänninen      | Mikko Markkula    | Škoda Fabia S2000      |
| 6      | 2009    | Jari-Matti Latvala | Miikka Anttila    | Ford Focus RS WRC 09   |
| 5      | 2008    | Sébastien Loeb     | Daniel Elena      | Citroën C4 WRC         |
| 4      | 2007    | Marcus Grönholm    | Timo Rautiainen   | Ford Focus RS WRC 06   |
| 3      | 2006    | Sébastien Loeb     | Daniel Elena      | Citroën Xsara WRC      |
| 2      | 2005    | Sébastien Loeb     | Daniel Elena      | Citroën Xsara WRC      |
| 1      | 2004    | Petter Solberg     | Phil Mills        | Subaru Impreza WRC2004 |